# Kelkit
Kelkit (turecky Kelkit Çayı) je řeka v Turecku. Pramení ve Východopontských horách v provincii Gümüşhane. Dále protéká provinciemi Erzincan, Giresun, Sivas a Tokat, než vyústí do řeky Yeşilırmak jako její největší pravý přítok. Je 356 km dlouhá. Povodí má rozlohu 10 600 km².

## Průběh toku
Pramení ve Východopontských horách. Teče v hluboké dolině, která místy prochází soutěskami. V délce asi 150 km, od Suşehri k Resaduiye a Niksar, kopíruje severoanatolský zlom.

## Osídlení
Na řece leží město Niksar.